# Могила Надир-шаха Афшара
Могила Надир-шаха Афшара (перс. آرامگاه نادرشاه‎) — мемориальный комплекс посвященный Надир-шаху Афшару в городе Мешхед в Иране.

## История
Надир-шах Афшар был шахом Персии в 1736—1747 годах и основателем династии Афшаридов и великим полководцем своего времени. В 1738 году Надир двинул свои войска в Индию и разбил войско Империи Великих Моголов близ Дели. Из Индии он привёз огромную добычу. Надир приказал привезённым с собой могольским архитекторам построить для него великолепный мавзолей. Этот мавзолей должен был быть построен в стиле Великих Моголов. 
Из-за того, что Надир-шах был убит в 1747 году своими офицерами кызылбашами, мавзолей не был достроен при его жизни. Здание мавзолея было превращено во дворец-резиденцию и использовалось различными вождями местных племен. О магиле Надир-шаха забыли до конца 50-х годов XX века. В 1955 году сенатор Хорасана Сейед Али Моайед Сабети в своей речи в Сенате Ирана сообщил о «плачевном состоянии гробницы Надир-шаха, которая пришла в запустение». Он попросил правительство обратить внимание на состояние могилы и внести её в план Национальной ассоциации древностей. Новое здание мавзолея Надир-шаха Афшара было построено Национальной ассоциацией древностей Ирана и открыто 1 апреля 1963 года. 
Мемориальный комплекс в настоящее время находятся в ведении Министерства культурного наследия. В конце 2006 года после шести месяцев закрытия был вновь открыт сад музея Надери, внутренние помещения которого были реконструированы и отремонтированы в соответствии с новым планом благоустройства. 

## Описание
Каждая дверь украшена миниатюрными картинами и фресками Великих Моголов.

## Галерея

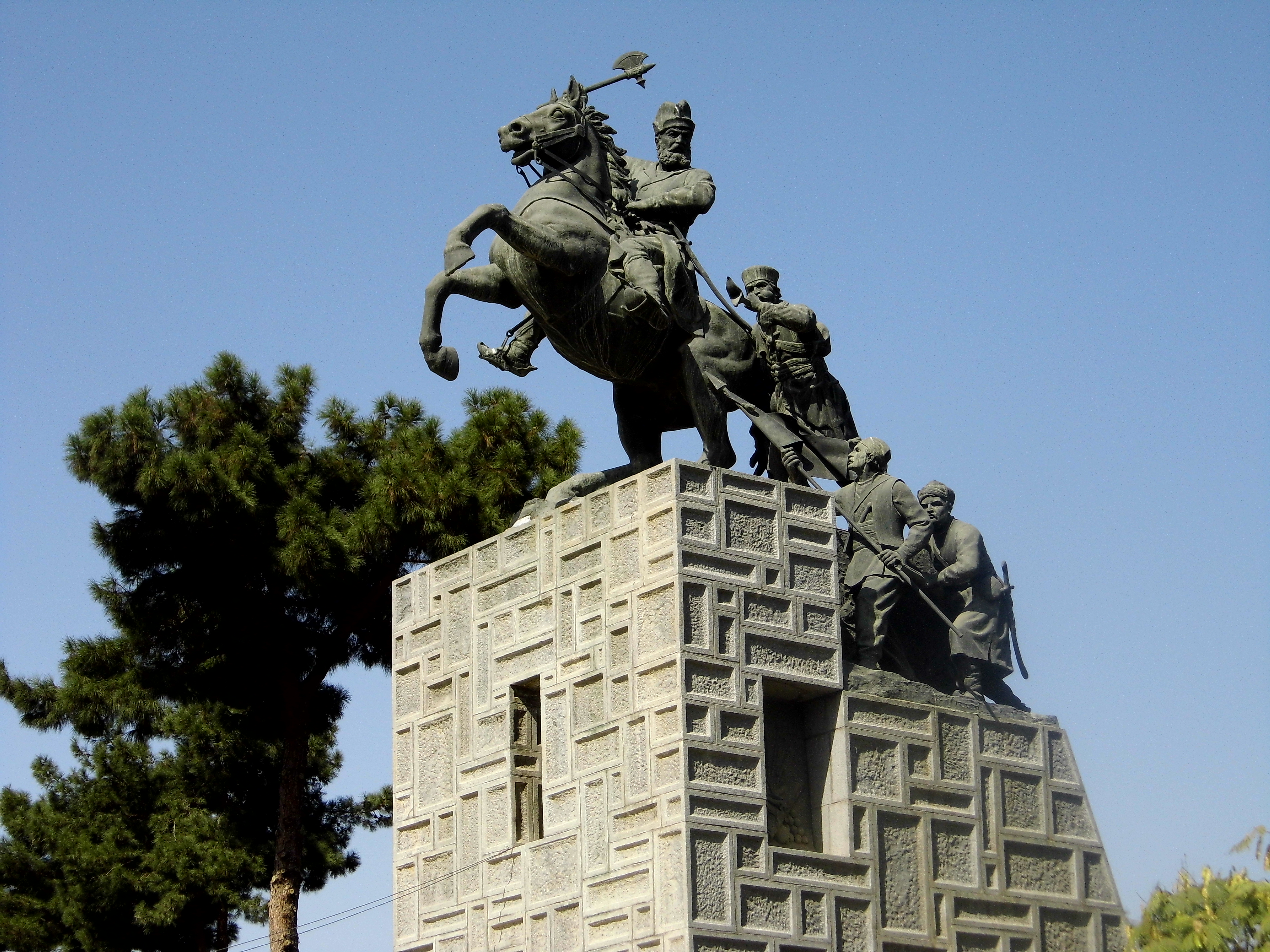
Памятник Надир-шаху
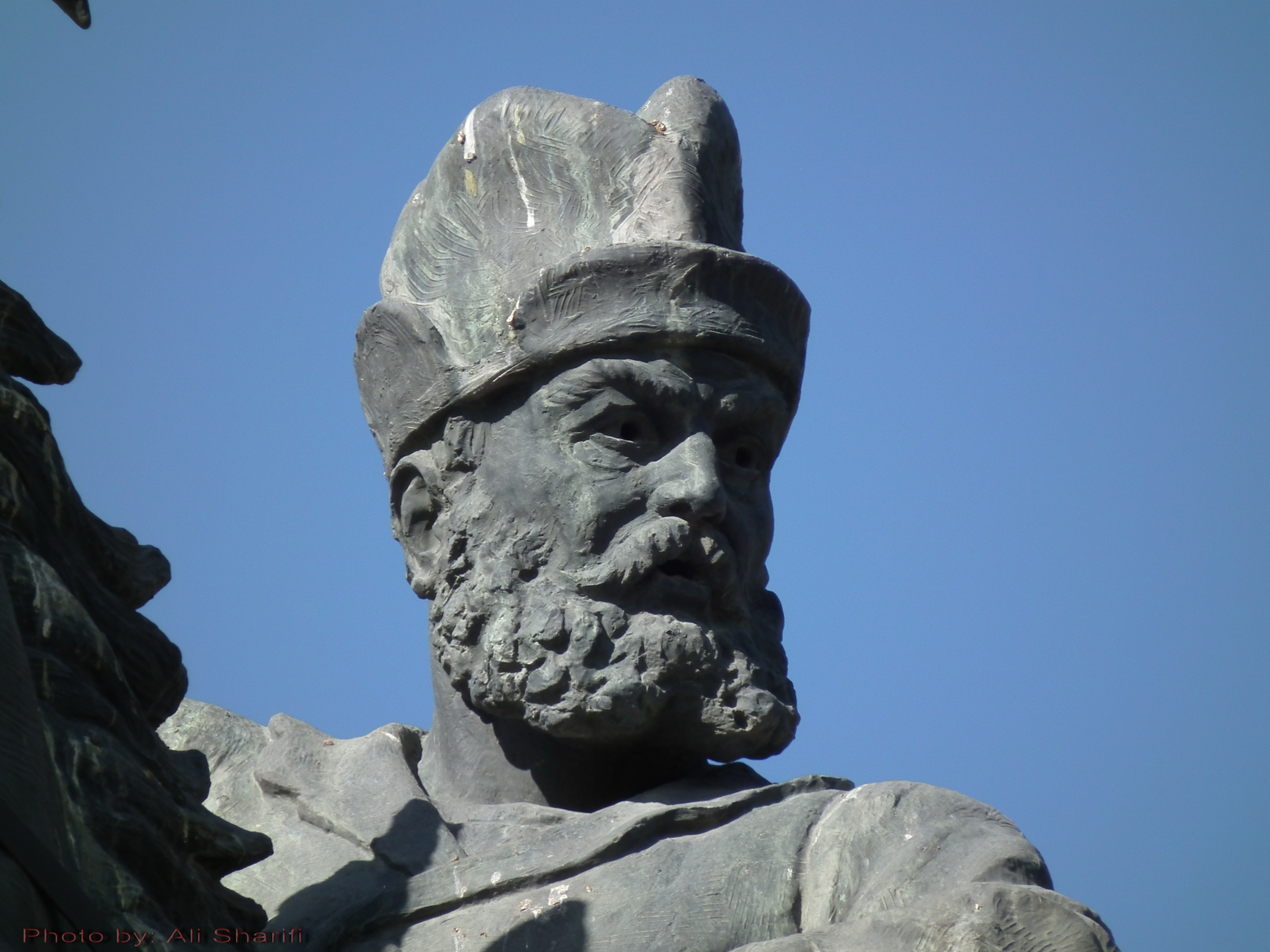
Голова памятника Надир-шаху
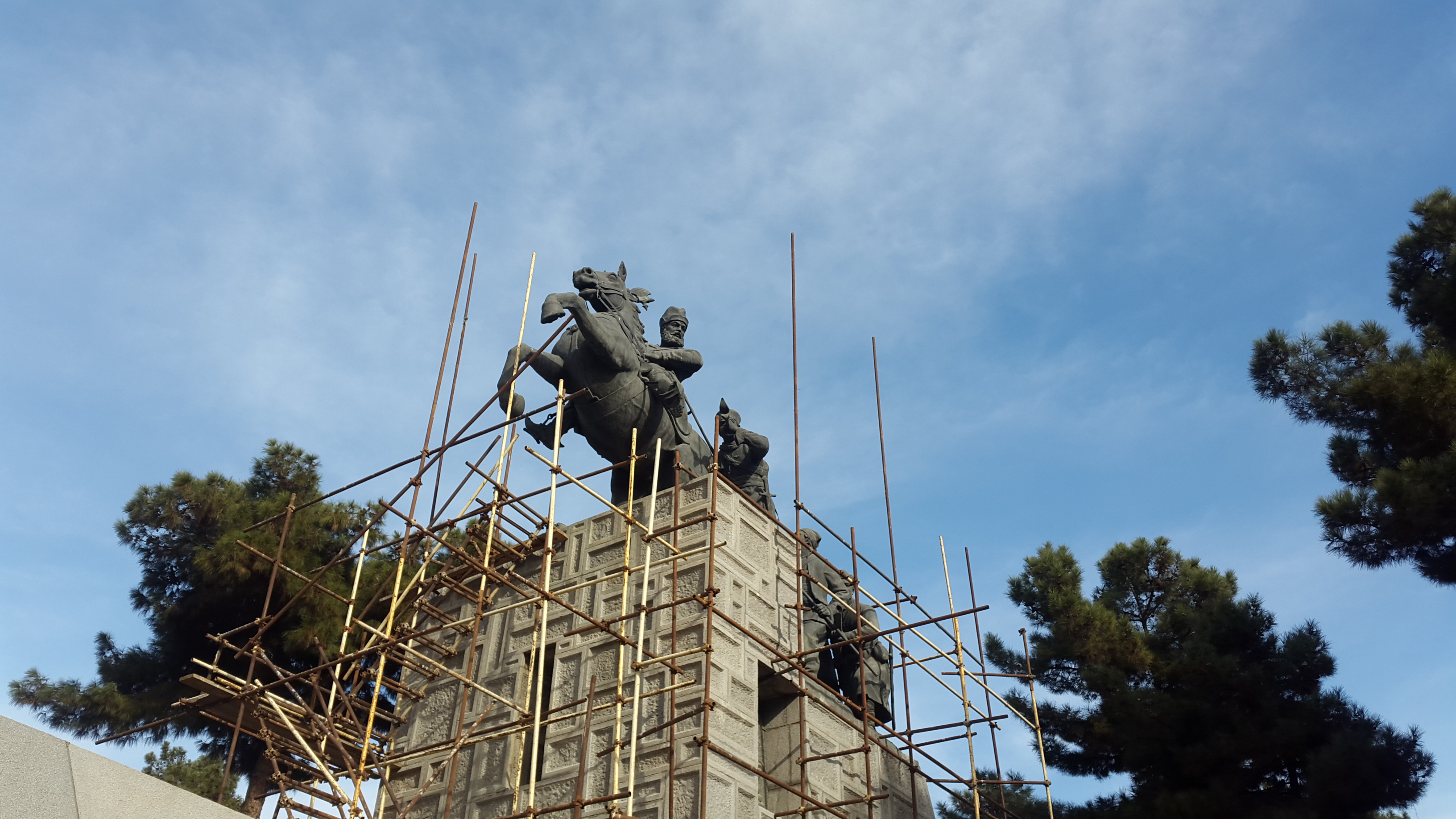
Реконструкция памятника
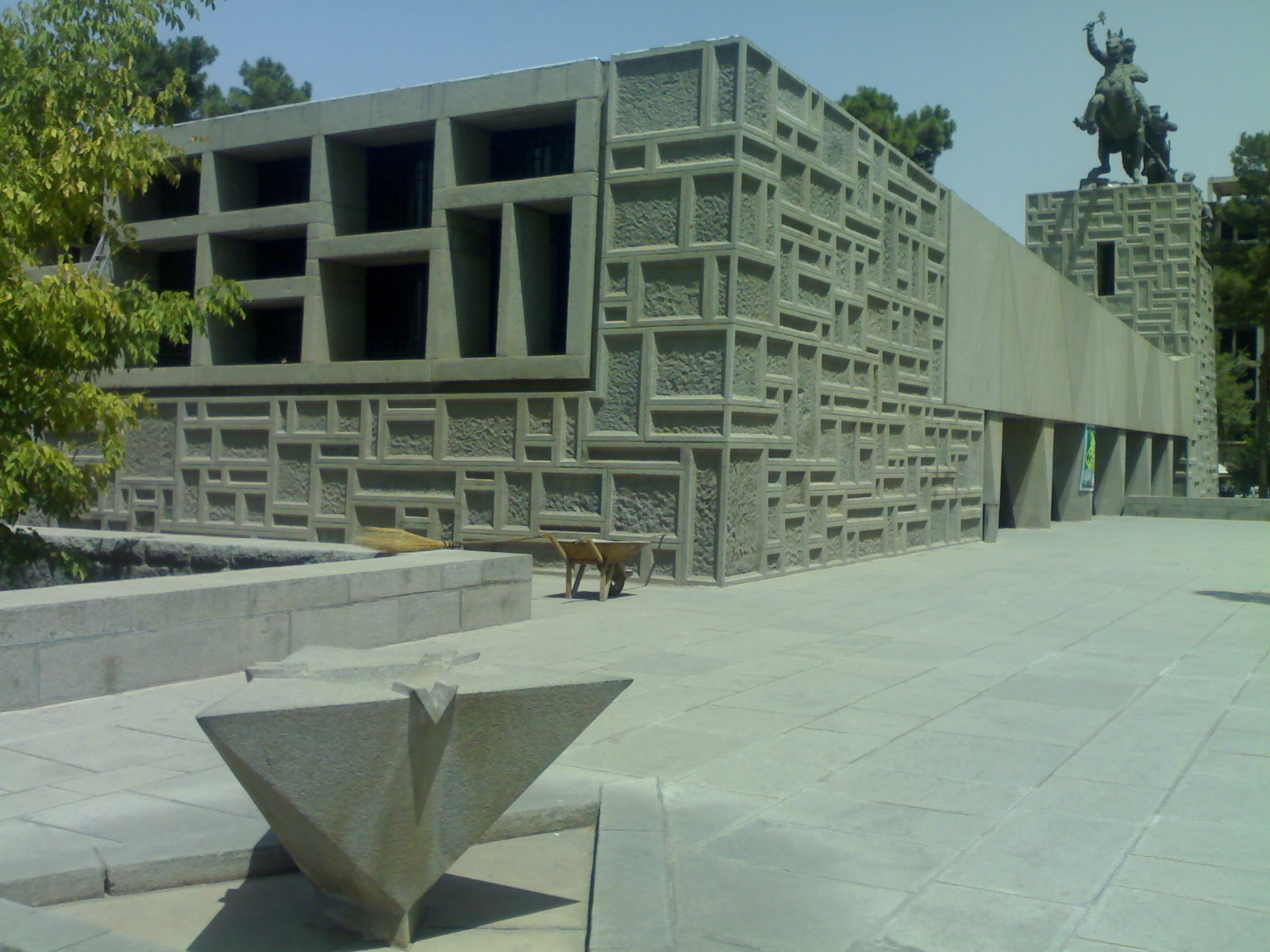
Вид на комплекс
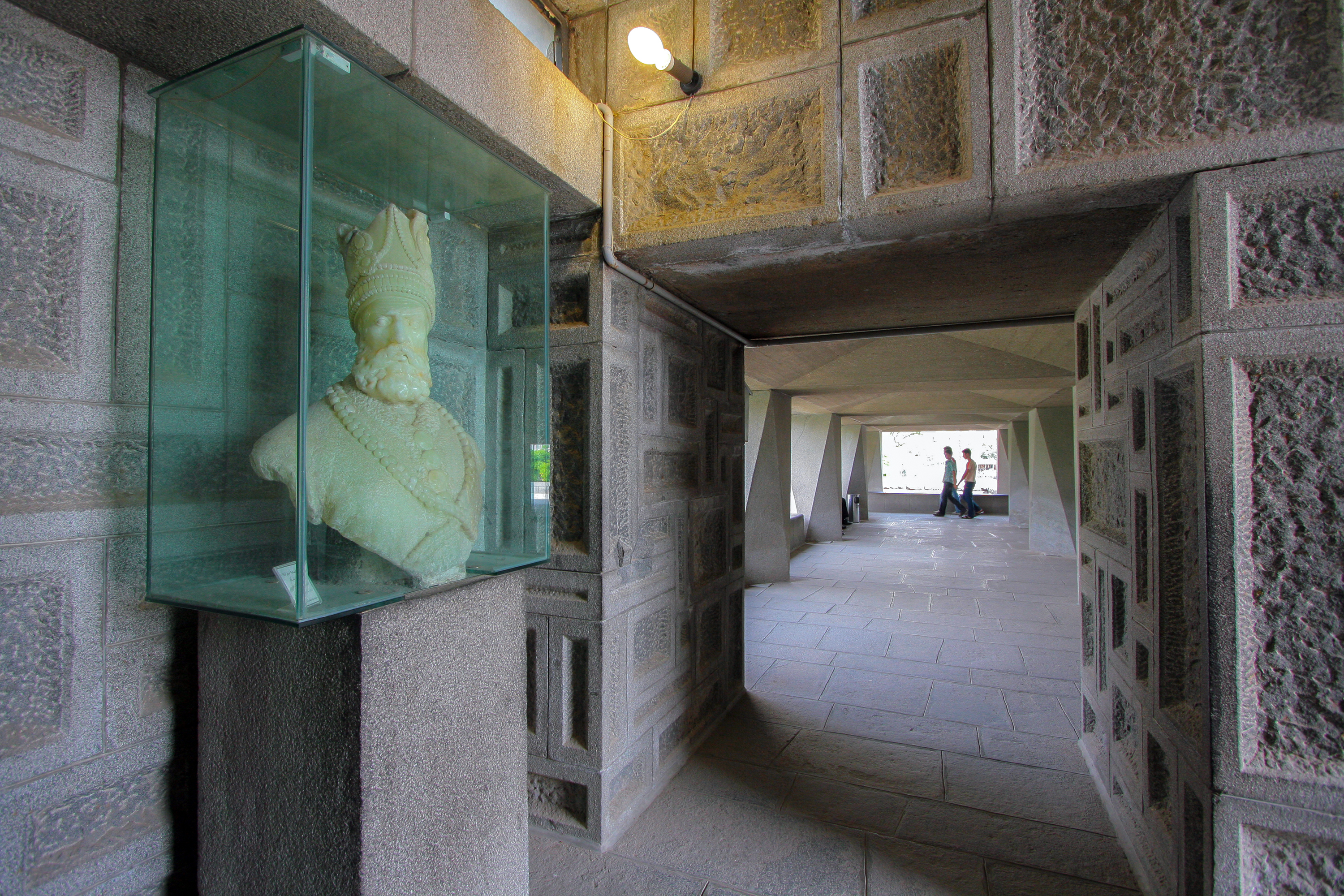
Бюст Надир-шаха
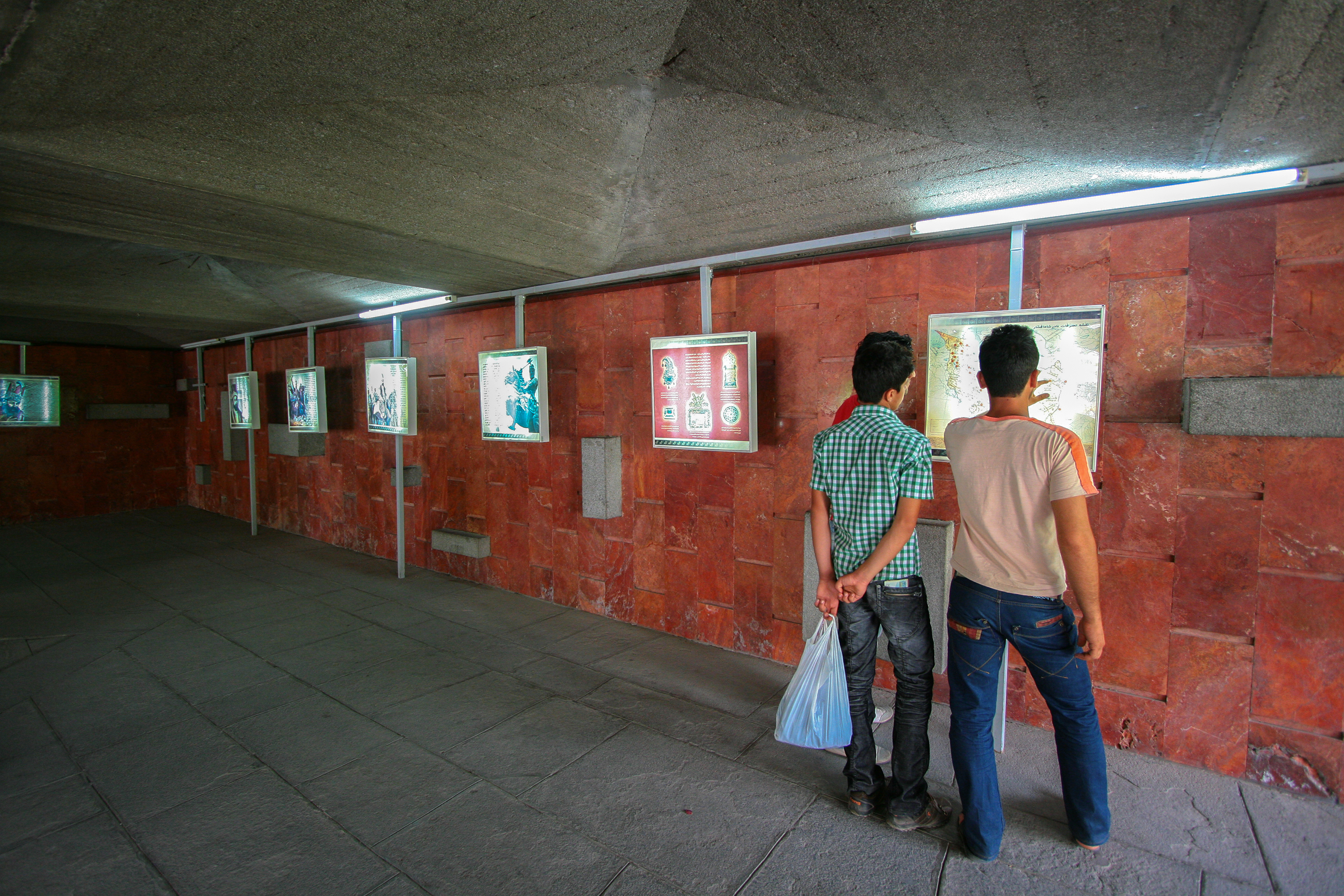
Экспозиция музея
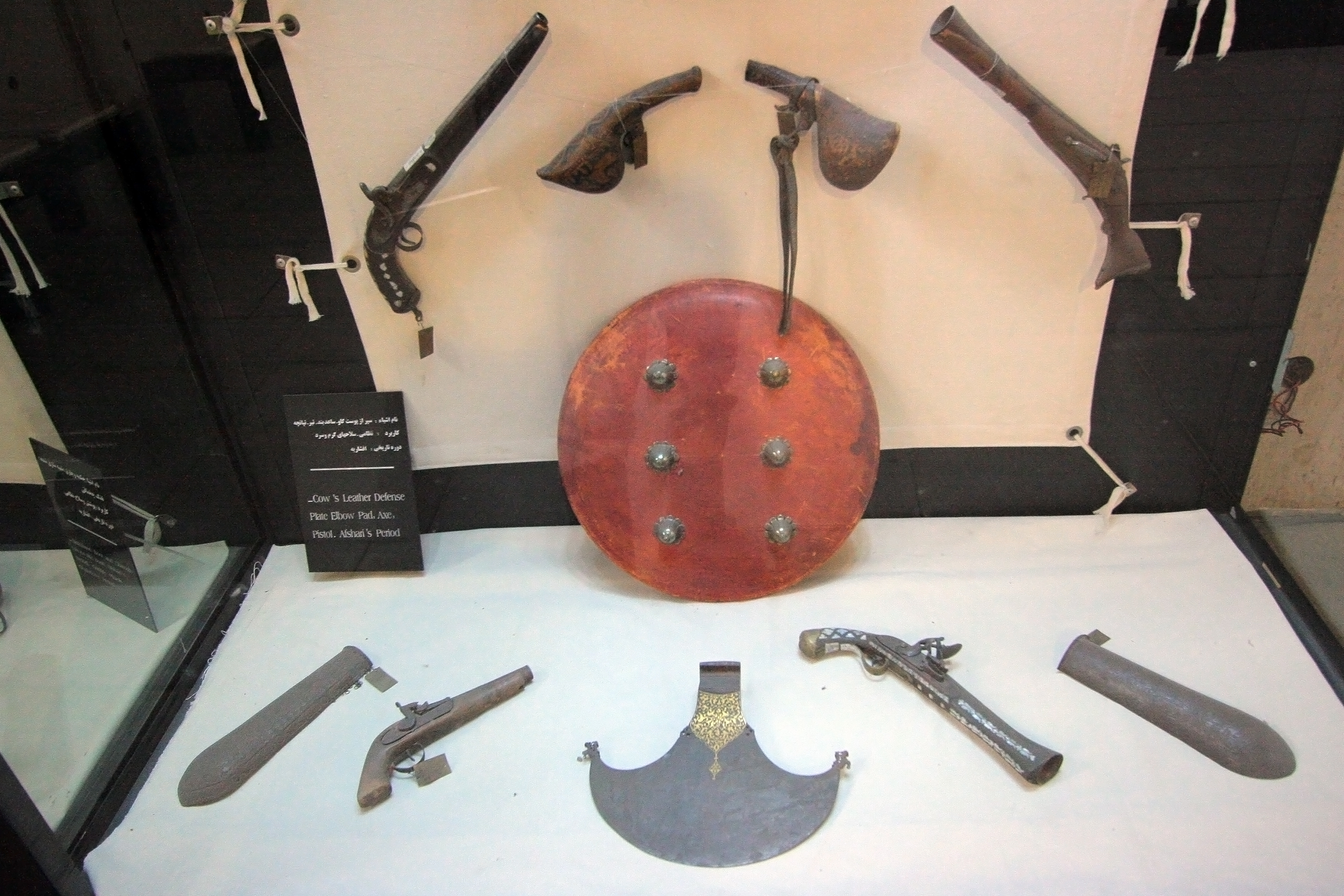
Экспонаты музея
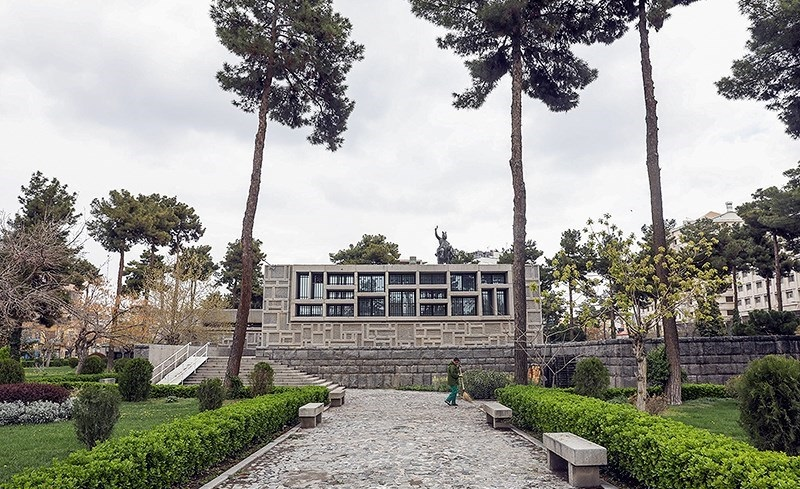
Парк вокруг мемориального комплекса
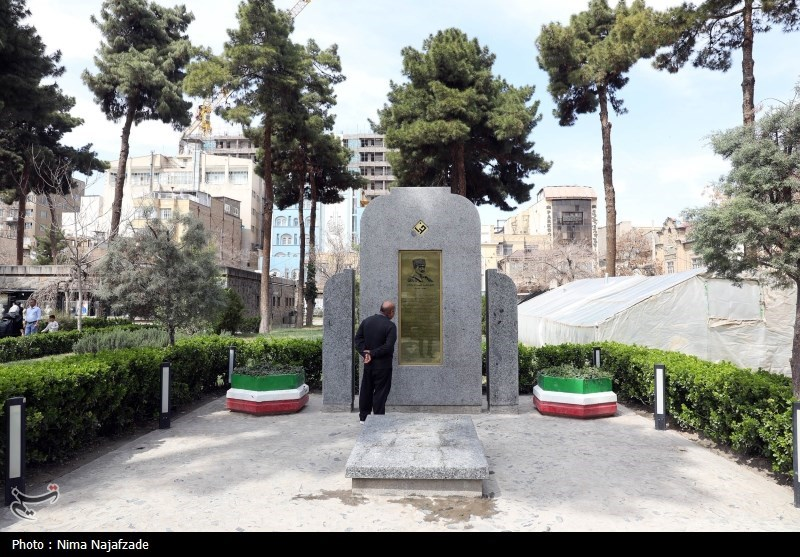
Могила Надир-шаха